# Charles Allston Collins

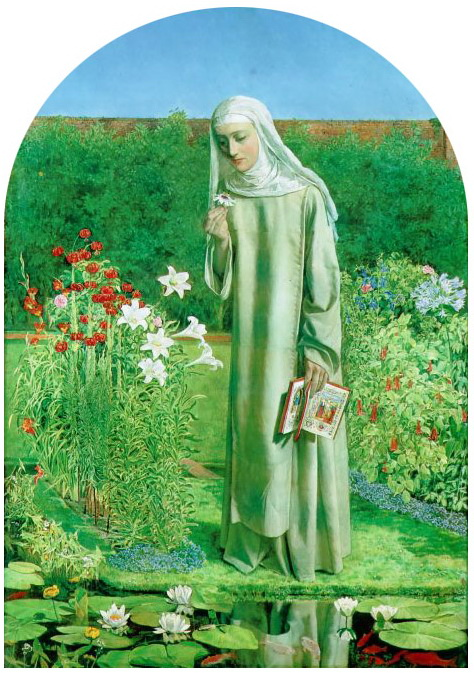
Pensaments de convent per Collins

Charles Allston Collins (Londres 25 de gener de 1828 – 9 d'abril de 1873) va ser un pintor, l'escriptor i l'il·lustrador britànic associats amb la Fraternitat Prerafaelista.

## Vida i obra

### Primers anys
Collins va néixer a Hampstead, al nord de Londres, era fill del pintor de paisatge i de gènere William Collins. El seu germà gran era el novel·lista Wilkie Collins. Va ser educat al Stonyhurst College de Lancashire.

### Pintor
Collins va conèixer John Everett Millais i va esdevenir influït per les idees del prerafaelitisme, reflectides a la seva pintura Berengaria alarmada el 1850, on representava la muller del rei Ricard Cor de Lleó sorpresa en descobrir la desaparició del seu marit en veure el seu cinturó ofert per un venedor ambulant. El modelatge aplanat, l'èmfasi en la realització dels patronatges i les imatges dels brodats eren trets característics del prerafaelitisme. Millais Va proposar Collins com a membre de la Fraternitat, però Thomas Woolner i William Michael Rossetti es varen oposar, així que mai va esdevenir un membre oficial.
Collins es va enamorar de Maria Rossetti, però ella el va refusar. Esdevingui cada cop més asceta i introspectiu. Aquestes actituds van ser expressades a la seva obra més coneguda, Pensaments de Convent, que descriu una monja en un jardí d'un convent. Des d'aquell moment, Collins va passar a exposar moltes més imatges devocionals.

### Carrera literària
A finals dels anys 1850, tanmateix, va abandonar la pintura per seguir el seu germà en una carrera com a escriptor. La majoria de les seves obres literàries exitoses són assajos humorístics recollits sota el títol L'ull testimoni (1860).

### Darrers anys
Collins es va casar amb la filla de Charles Dickens, Kate el 1860, posteriorment va dissenyar la coberta per a la novel·la inacabada de Dickens, El Misteri d'Edwin Drood. Va morir de càncer el 1873 i està enterrat al cementiri Brompton de Londres.